# Tibetaanse blauwe beer
De Tibetaanse blauwe beer (Ursus arctos pruinosus), ook wel tibetbeer, Tibetaanse bruine beer of blauwe beer genoemd, is een ondersoort van de bruine beer.
De Tibetaanse blauwe beer komt voor in het oosten van het Tibetaans Hoogland. Zijn Tibetaanse naam luidt Dom gyamuk. De Tibetaanse blauwe beer is een van de zeldzaamste beersoorten ter wereld, en wordt maar zelden in het wild gezien. Dit maakt het tevens lastig de soort te observeren en een schatting te doen naar hun aantal. De Convention on International Trade in Endangered Species (CITES) classificeert de soort als bedreigd.
De Tibetaanse blauwe beer eet voornamelijk plantaardig voedsel zoals vruchten, zaden, wortels, bladeren, honing. Verder jaagt hij soms op herten of zwijnen.
De Tibetaanse blauwe beer is mogelijk een van de inspiratiebronnen voor de verhalen rondom de yeti. In 1960 bracht een expeditie geleid door Edmund Hillary een stuk pels terug waarvan beweerd werd dat het van een yeti afkomstig zou zijn, maar wat later van een blauwe beer bleek te zijn.
Europese bruine beer (U. a. arctos) · Kamtsjatkabeer (U. a. beringianus) · Oost-Siberische bruine beer (U. a. collaris) · U. a. dalli · Gobibeer (U. a. gobiensis) · U. a. gyas · Grizzlybeer (U. a. horribilis) · Isabelbeer (U. a. isabellinus) · Oessoeribeer (U. a. lasiotus) · Marsicaanse bruine beer (U. a. marsicanus) · Kodiakbeer (U. a. middendorffi) · Tibetaanse blauwe beer (U. a. pruinosus) · U. a. pyrenaicus · U. a. sitkensis · U. a. stikeenensis · Syrische bruine beer (U. a. syriacus)